# Liczba nieosiągalna
Liczba nieosiągalna – regularna graniczna liczba kardynalna. Regularne silnie graniczne liczby kardynalne nazywane są liczbami silnie nieosiągalnymi. Liczby nieosiągalne są najprostszymi przykładami dużych liczb kardynalnych.
Istnieją pewne niekonsekwencje w terminologii dotyczącej liczb nieosiągalnych. Niektórzy autorzy używają nazwy liczby słabo nieosiągalne na oznaczenie granicznych liczb regularnych rezerwując nazwę liczba nieosiągalna dla silnie granicznych regularnych liczb kardynalnych.

## Definicje
- Liczba porządkowa {\displaystyle \alpha } jest początkową liczbą porządkową jeśli {\displaystyle \alpha } nie jest równoliczna z żadną liczbą porządkową od niej mniejszą. Początkowe liczby porządkowe są też nazywane liczbami kardynalnymi.
- Dla liczby kardynalnej {\displaystyle \kappa } określamy:

{\displaystyle \kappa ^{+}} jest pierwszą liczbą kardynalną większą od {\displaystyle \kappa } (jest to tzw. następnik {\displaystyle \kappa }),
{\displaystyle 2^{\kappa }} jest mocą rodziny wszystkich podzbiorów {\displaystyle \kappa .}
- Liczba kardynalna {\displaystyle \kappa } jest regularną liczbą kardynalną jeśli dla każdej rodziny zbiorów {\displaystyle \{A_{i}:i\in I\}} takich że {\displaystyle |A_{i}|<\kappa } dla wszystkich {\displaystyle i\in I} oraz {\displaystyle |I|<\kappa } mamy, że {\displaystyle \left|\bigcup \limits _{i\in I}A_{i}\right|<\kappa .}
- Liczba kardynalna {\displaystyle \kappa } jest graniczną liczbą kardynalną jeśli {\displaystyle \kappa } jest nieskończona oraz dla każdej liczby kardynalnej {\displaystyle \mu <\kappa } mamy {\displaystyle \mu ^{+}<\kappa .} Powiemy, że {\displaystyle \kappa } jest silnie graniczną liczbą kardynalną, jeśli {\displaystyle \kappa } jest nieskończona oraz dla każdej liczby kardynalnej {\displaystyle \mu <\kappa } mamy {\displaystyle 2^{\mu }<\kappa .}

Nieprzeliczalna liczba kardynalna {\displaystyle \kappa } jest (słabo) nieosiągalna jeśli jest ona graniczna i regularna, a jest nazywana liczbą silnie nieosiągalną, jeśli jest ona silnie graniczna i regularna.

## Własności i przykłady
- Definicja liczb nieosiągalnych jest sformułowana dla liczb nieprzeliczalnych tylko, aby wyeliminować trochę patologiczny przypadek pierwszej nieskończonej liczby kardynalnej {\displaystyle \aleph _{0},} która jest regularna i silnie graniczna. Podobieństwo liczb nieosiągalnych do liczby {\displaystyle \aleph _{0}} jest czasami wyrażane w stwierdzeniu, że liczby nieosiągalne mają się do liczb mniejszych tak jak {\displaystyle \aleph _{0}} ma się do liczb skończonych.
- Jeśli {\displaystyle \kappa } jest liczbą nieosiągalną, to {\displaystyle \aleph _{\kappa }=\kappa .}
- Jeśli {\displaystyle \kappa } jest liczbą silnie nieosiągalną, to {\displaystyle \beth _{\kappa }=\kappa .}
- Jeśli GCH jest spełnione, to każda liczba (słabo) nieosiągalna jest silnie nieosiągalna.
- W ZFC, jeśli {\displaystyle \kappa } jest liczbą silnie nieosiągalną, to Vκ jest modelem ZFC. Zakładając ZF, jeśli {\displaystyle \kappa } jest liczbą (słabo) nieosiągalną, to Lκ jest modelem ZFC. Zatem „ZF+ istnieje liczba nieosiągalna” implikuje, że „ZFC jest niesprzeczne”. Na mocy drugiego twierdzenia Gödla o niezupełności nie można udowodnić w ZFC że istnieją liczby nieosiągalne.
- Jeśli istnieją liczby nieosiągalne i {\displaystyle \kappa } jest pierwszą taką liczbą, to Lκ jest modelem dla „ZFC + nie istnieją liczby nieosiągalne”. Zatem jeśli teoria ZFC jest niesprzeczna, to także teoria „ZFC + nie istnieją liczby nieosiągalne” jest niesprzeczna.